# La Celle-sous-Chantemerle
La Celle-sous-Chantemerle  là một xã thuộc tỉnh Marne trong vùng Grand Est đông nam nước Pháp. Xã nằm ở khu vực có độ cao trung bình 129 mét trên mực nước biển.